# Rock nad Wołgą

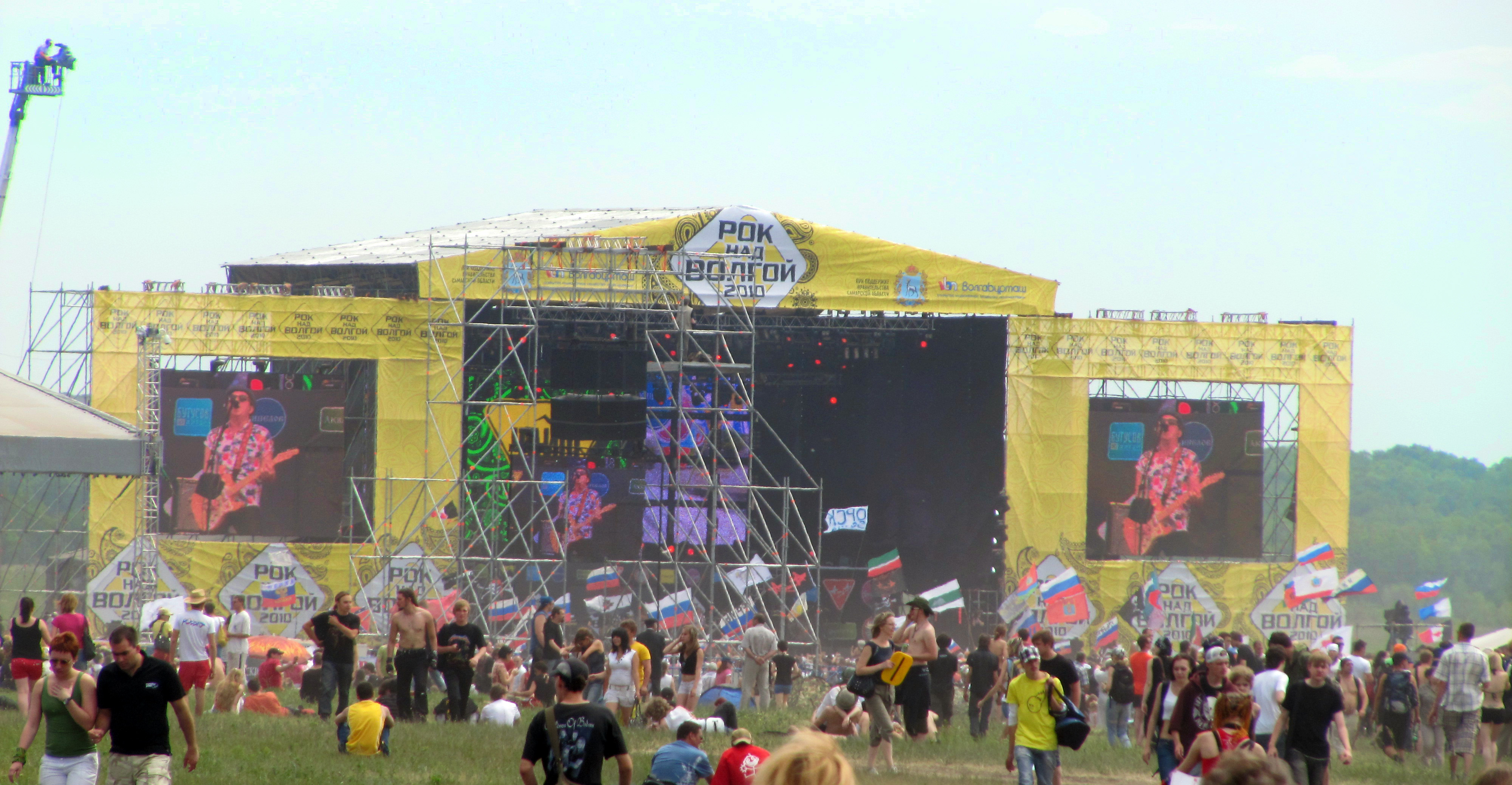
Scena festiwalu w 2010 roku

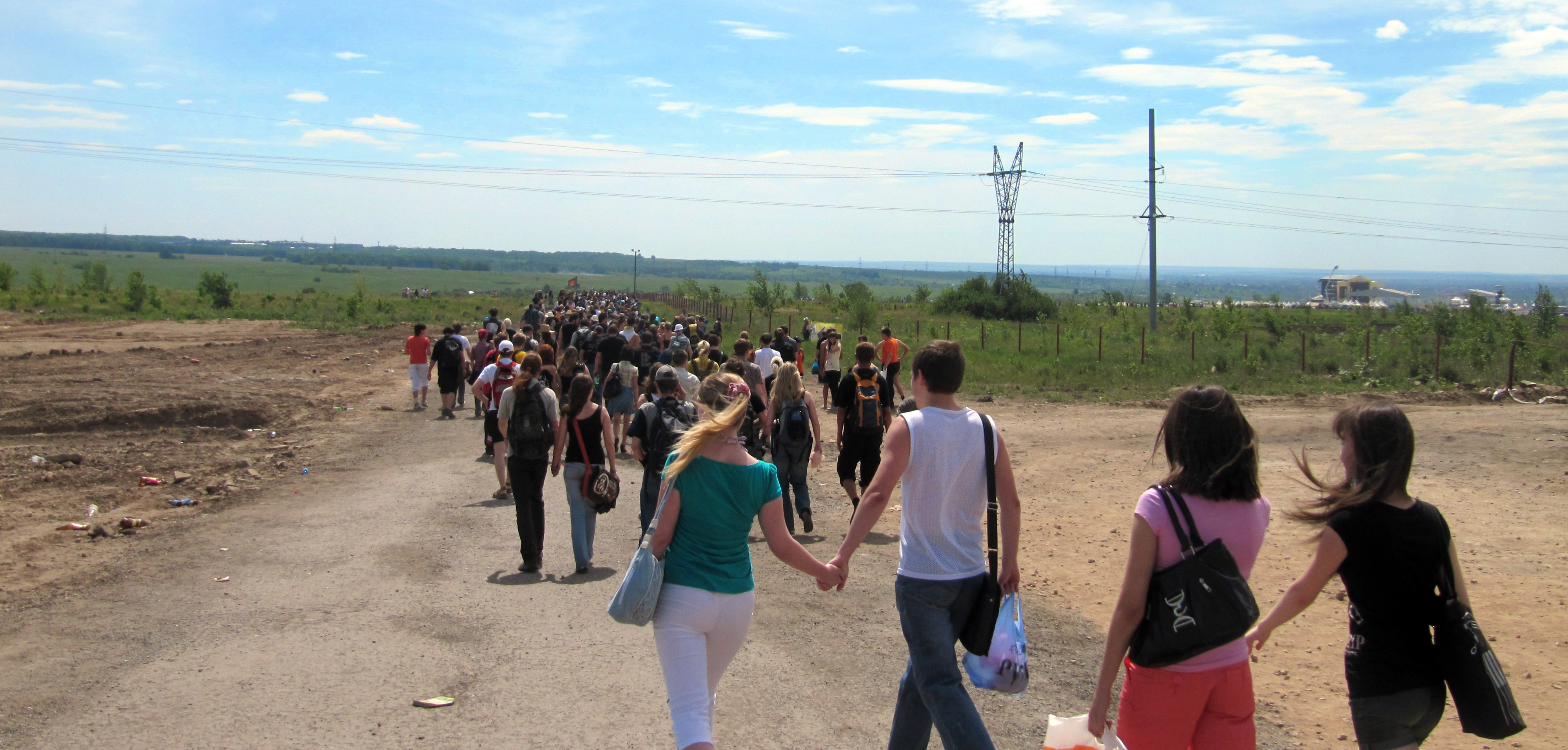
Widzowie w drodze na festiwal (2010)

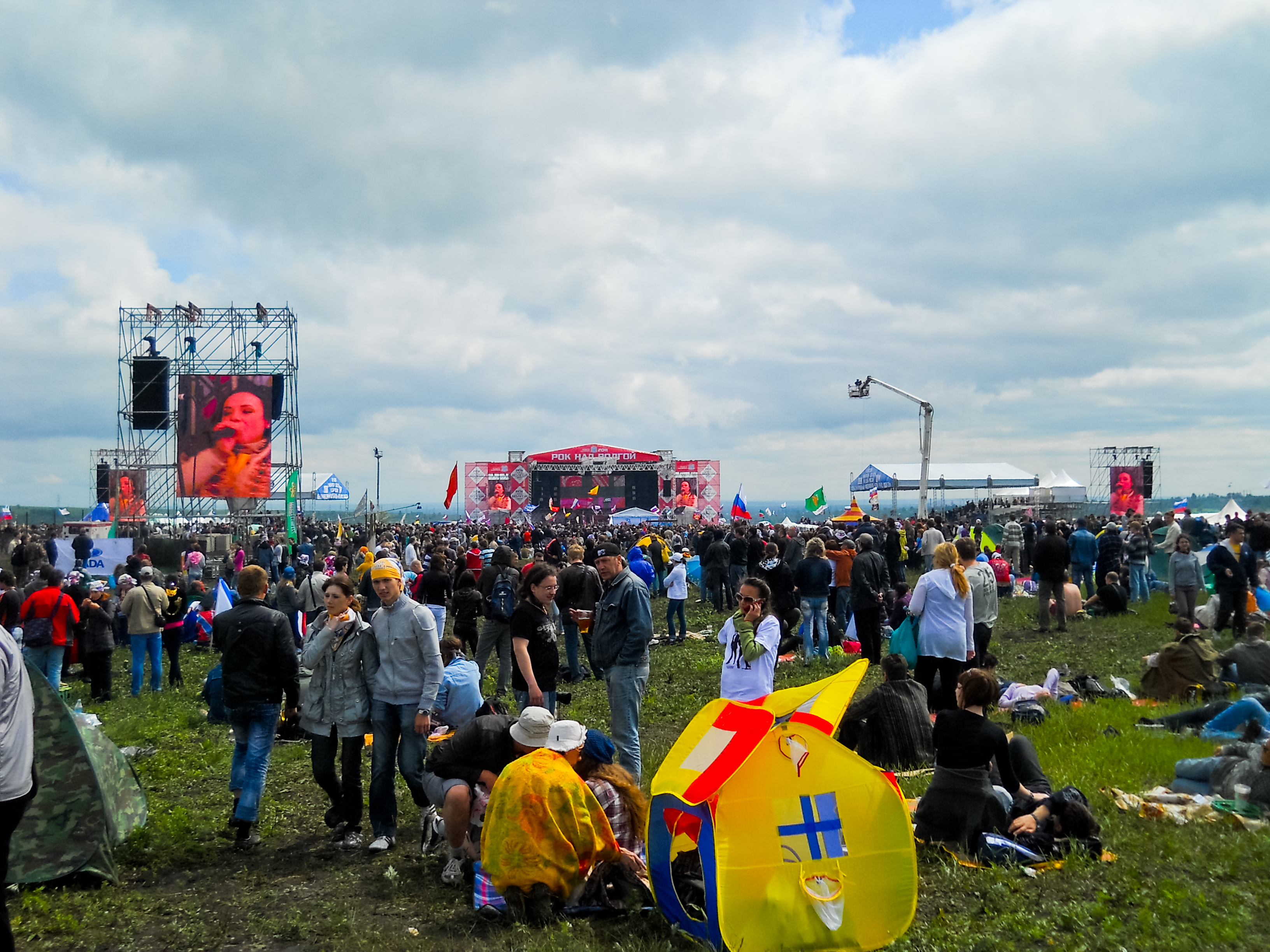
Pole festiwalowe w 2011 roku

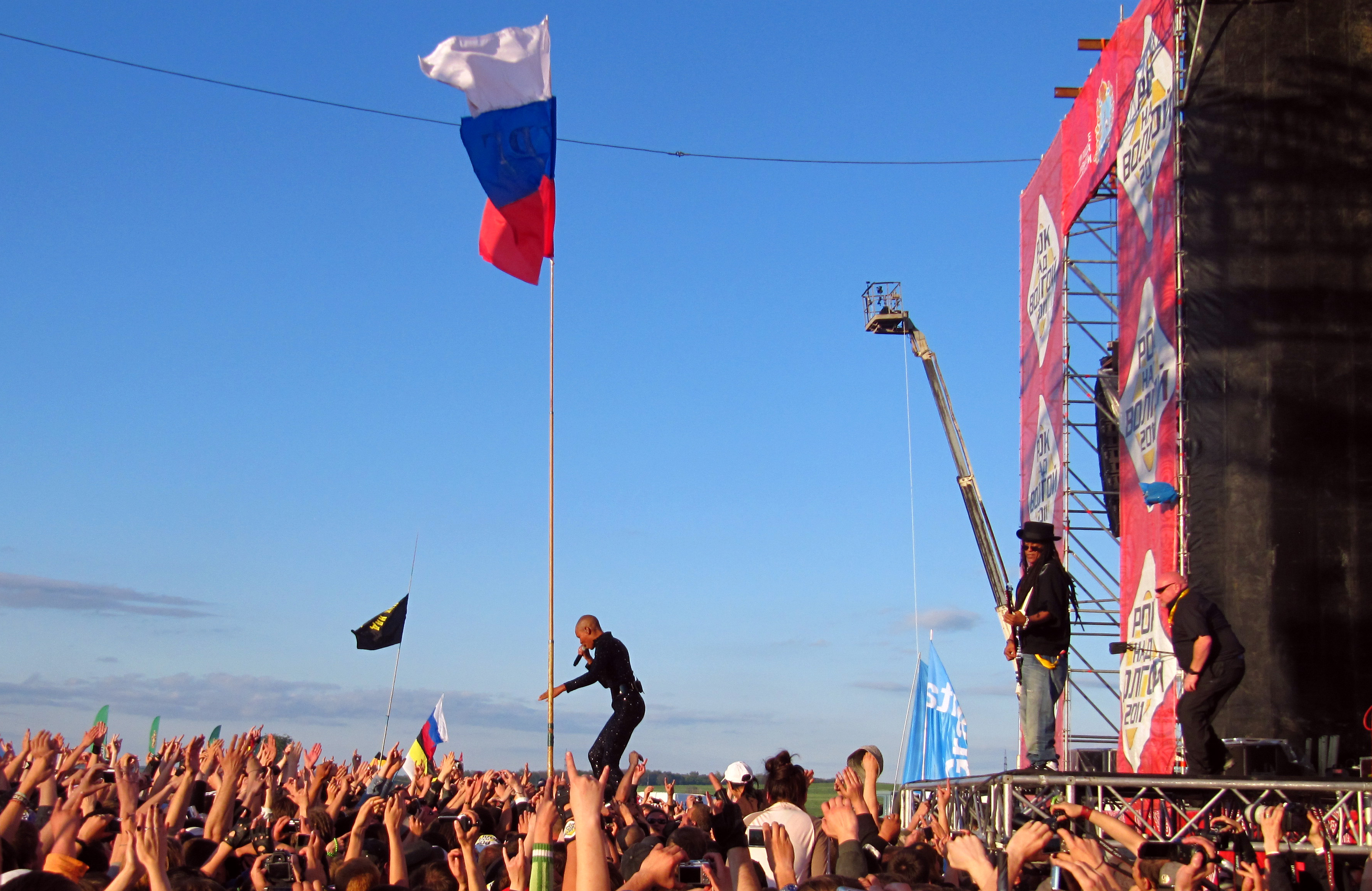
Jeden z koncertów edycji w 2011 roku (grupa „Skunk Anansie”)

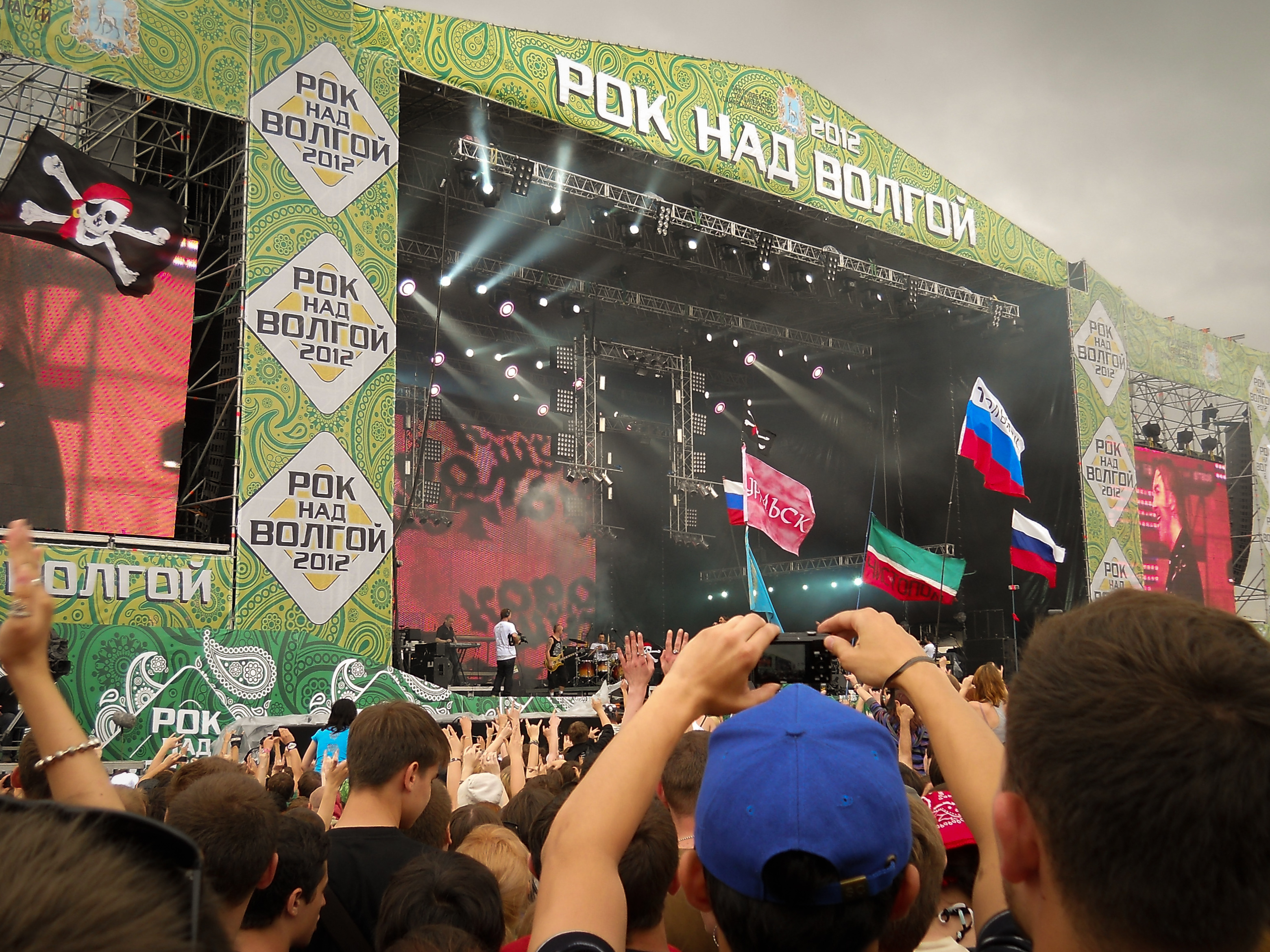
Scena festiwalu w 2012 roku

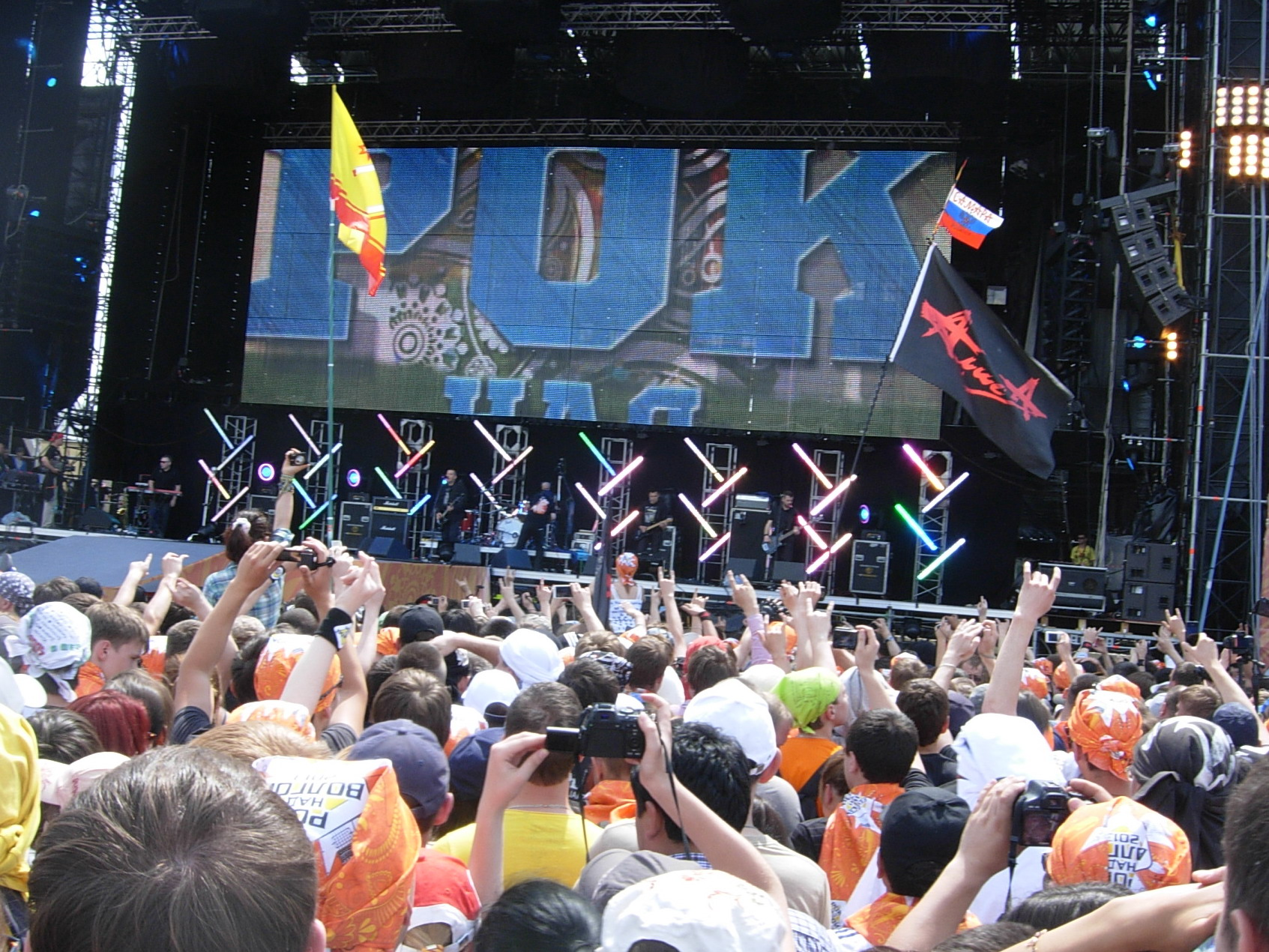
Scena festiwalu w 2013 roku

Rock nad Wołgą (ros. Рок над Волгой) – coroczny, międzynarodowy festiwal rockowy organizowany w latach 2009–2013, początkowo w Dniu Rosji (12 czerwca) na polach kołchozu „Krasnyj Pachar” 20 km od centrum miasta Samara w Rosji. W 2013 roku festiwal po raz pierwszy odbył się 8 czerwca. Po mimo wielokrotnych prób reaktywacji, festiwal od 2013 roku nie jest organizowany.

## Historia festiwalu
Był to największy, jednodniowy festiwal rockowy na świecie (w 2010 odebrał palmę pierwszeństwa festiwalowi Naszestwie, który jednak trwa kilka dni), wyprzedzając pod względem liczby widzów takie wielodniowe imprezy jak: Przystanek Woodstock (720 tys. widzów w 2014 roku), festiwal w Glastonbury (190 tys. widzów w 2009 roku), Rock am Ring (150–160 tys. widzów w ostatnich latach), Rock Werchter (ponad 100 tys. widzów w latach 2003–2008) czy Nova Rock Festival (ponad 150 tys. ludzi każdego roku). W 2009 roku wzięło w nim udział 167 tys. widzów, w 2010 – 220 tys., w 2011 – 253 tys., w 2012 – 307 tys., w 2013 – 692 tys.
Występowały na nim głównie uznane grupy rosyjskie, jednak nie brakowało na nim również zespołów z Europy Zachodniej, w tym tak kultowych jak Deep Purple (wystąpili w 2010 roku) czy Rammstein (koncert w 2013). W 2012 roku po raz pierwszy wystąpili artyści ze Stanów Zjednoczonych. W 2013 roku rozpoczęto negocjacje w sprawie występu grupy Metallica w roku następnym.
Festiwal organizowany był przy wsparciu władz lokalnych i centralnych. Głównymi sponsorami imprezy byli m.in.: Pepsi, Lay’s, TV Centr. Festiwal był oficjalnie popierany przez Rosyjską Cerkiew Prawosławną. Dzięki wsparciu departamentu kultury władz obwodu samarskiego i bogatym sponsorom wstęp na festiwal był bezpłatny.
W lutym 2014 roku organizatorzy festiwalu oficjalnie poinformowali na swojej stronie internetowej, że w bieżącym roku nie planują organizacji imprezy. Impreza nie odbyła się również w roku 2015. Przyczyn nie podano, jednak niektóre rosyjskie media doniosły, że powodem dla którego festiwal się nie odbył był brak zgody władz centralnych i lokalnych na jego organizację oraz wycofanie się głównych sponsorów z finansowania imprezy na skutek „skandalu” mającego miejsce podczas występu grupy Rammstein. W czerwcu 2015 roku minister kultury obwodu samarskiego Siergiej Filippow, oświadczył o zamiarze realizacji kolejnej edycji festiwalu w roku 2016. Jednak i w tym roku festiwal się nie odbył oraz w kolejnych latach – w 2017, 2018 i 2019 roku.
W późniejszych latach wielokrotnie podejmowano próby reaktywacji imprezy. W sierpniu 2019 roku TASS powołując się na informacje od organizatorów i gubernatora obwodu samarskiego poinformował, że kolejna edycja festiwalu odbędzie się w czerwcu 2020 roku. Tym razem jednodniowa impreza miała odbywać się w kilku miejscach równocześnie, z których głównym ma być stadion Samara Ariena w Samarze – obiekcie wzniesionym w 2018 roku z okazji rozgrywanych w Rosji piłkarskich mistrzostw świata. Jednak 27 maja 2020 roku, na miesiąc przed planowaną datą festiwalu, jego organizatorzy oficjalnie poinformowali o przesunięciu jego terminu na czas nieokreślony z powodu sytuacji panującej na świecie, wywołanej pandemią koronawirusa. Zapowiedziano zwrot pieniędzy za wykupione już bilety. Do momentu odwołania imprezy organizatorzy potwierdzali przyjazd następujących grup i wykonawców: Zemfira, Bi-2, Mumij Troll, Papa Roach, Splean. Wiosną 2021 media doniosły, że festiwal nie odbędzie się również i w tym roku. Za powód podawano, podobnie jak w roku poprzednim, niepewną sytuację wywołaną pandemią koronawirusa (zaproszenie uznanych grup na festiwal wymagałoby podpisania wcześniejszych kontraktów, których dotrzymania, ze względu na trudną do przewidzenia przyszłość, nie była w stanie zagwarantować żadna ze stron). Nie wykluczono jednocześnie, organizacji festiwalu w roku 2022. Jednak i w tym roku impreza się nie odbyła. Natomiast niektóre rosyjskie media, powołując się na oświadczenia przedstawicieli lokalnych władz obwodu samarskiego informowały, że jednodniowy festiwal muzyki SAM.FEST, który odbył się w Samsarze 11 czerwca 2022, zastąpił Rock nad Wołgą.

## Wykonawcy
| Grupa/solista                    | Kraj pochodzenia  | Rok występu na festiwalu     |
| -------------------------------- | ----------------- | ---------------------------- |
| Agata Kristi                     | Rosja             | 2009                         |
| Akwarium                         | Rosja             | 2009, 2010, 2011, 2012, 2013 |
| Alisa                            | Rosja             | 2009, 2010, 2011, 2012, 2013 |
| Apocalyptica                     | Finlandia         | 2009                         |
| Arija                            | Rosja             | 2009                         |
| Bajan Mix                        | Rosja             | 2013                         |
| Bi-2                             | Rosja             | 2011, 2012, 2013             |
| Cziż & Co                        | Rosja             | 2009, 2013                   |
| Czajf                            | Rosja             | 2009, 2010, 2011             |
| Czto Jeszczo                     | Rosja             | 2009                         |
| Dajtie2                          | Rosja             | 2009                         |
| DDT                              | Rosja             | 2009, 2011                   |
| Deep Purple                      | Wielka Brytania   | 2010                         |
| F.P.G.                           | Rosja             | 2009                         |
| Garbage                          | Stany Zjednoczone | 2012                         |
| Ju-Pitier                        | Rosja             | 2009, 2010, 2011, 2012       |
| Ken Hensley                      | Wielka Brytania   | 2009                         |
| Kipiełow                         | Rosja             | 2010, 2011, 2013             |
| Korol i Szut                     | Rosja             | 2009, 2010, 2011, 2012       |
| Leningrad                        | Rosja             | 2012                         |
| Limp Bizkit                      | Stany Zjednoczone | 2012                         |
| Piotr Mamonow                    | Rosja             | 2011                         |
| Maszyna Wriemieni                | Rosja             | 2010, 2011                   |
| Mordor                           | Rosja             | 2009, 2010, 2011, 2012, 2013 |
| Morie!                           | Rosja             | 2009                         |
| Muzykalnyj Projekt Goszi Kucenko | Rosja             | 2011                         |
| Nocznyje Snajpiery               | Rosja             | 2011                         |
| Piełagieja                       | Rosja             | 2010                         |
| Piknik                           | Rosja             | 2013                         |
| Okean Elzy                       | Ukraina           | 2012                         |
| Rammstein                        | Niemcy            | 2013                         |
| Igor Rastieriajew                | Rosja             | 2012                         |
| Splean                           | Rosja             | 2009, 2010, 2011             |
| Skunk Anansie                    | Wielka Brytania   | 2011                         |
| Smysłowyje Gallucynacyi          | Rosja             | 2013                         |
| Tarja Turunen                    | Finlandia         | 2011                         |
| Tatjana Zykina                   | Rosja             | 2009                         |
| Woskriesienije                   | Rosja             | 2009                         |
| ZAZ                              | Francja           | 2012                         |